# 宾得 K-1
賓得士 K-1（Pentax K-1）是賓得士第一款正式上市的全片幅數位單眼相機，於2016年2月17日發表。
作為賓得士K卡口系統的旗艦級相機，它搭載了數項創新與更精進的功能；例如五軸SR II 防手震系統、新設計的連接四個金屬支柱的柔性鉸接翻轉螢幕，可向上下方傾斜與環繞光軸旋轉、更進步的自動對焦與測光系統。
理光在K-1上市後仍持續提供更新版韌體免費下載以提升其功能。這些功能包含夜視模式與連拍模式的計時器功能。

## 獲得獎項
- 影像技術媒體協會（TIPA）2016年最佳專業全片幅數位單眼相機獎[4]。
- 2016年好設計獎 [5]。
- 2017年IF產品設計獎 [6]。

## 外部連結
- 官方网站
- Global product page（页面存档备份，存于）